# 윤흥길
윤흥길(尹興吉, 1942년 12월 14일 ~ )은 대한민국의 소설가이다.
전라북도 정읍군 정주읍 시기리 출생이며, 전주 사범학교를 수학하고 원광대학교 국문과를 졸업하였다. 1968년 《한국일보》 신춘문예에  〈회색 면류관의 계절〉이 당선되어 등단하였다. 주요 작품으로 《황혼의 집》,《장마》,《묵시의 바다》,《완장》,《아홉 켤레의 구두로 남은 사내》 등이 있다. 인간의 근원적인 갈등과 민족적 의식의 저변에 위치한 삶의 풍속도를 예리하게 파헤치는 솜씨를 지닌 작가이다.

## 같이 보기
- 한국의 소설가 목록
- 한국 문학